# The substitutes
The substitutes (Nederlands: Plaatsvervangers) is een livealbum van Ron Boots, Harold van der Heijden en Stephan Whitlan. Opnamen vonden plaats op 31 maart 2018 in Theater De Enck in Oirschot tijdens het E-Day-concert (georganiseerd door Boots). De titel van het album verwijst naar het plotselinge optreden van de drie aldaar, omdat de aanvoer van de apparatuur van Ulrich Schnauss vertraging had opgelopen. Schnauss, lid van Tangerine Dream, die ook solo optreedt, kon niet op de afgesproken tijd beginnen, waardoor er een leemte in de muziekvoorstellingen dreigde op te treden. Boots werkte al eerder samen van Van der Heijden en Whitlan. De muziek komt uit het genre Berlijnse School voor Elektronische Muziek.

## Musici
- Ron Boots, Stephan Whitlan – synthesizers, elektronica
- Harold van der Heijden – drumstel

## Muziek
De muziek kwam al improviserend tot stand, behalve track drie dat gebaseerd is op een fragment uit Tubular Bells van Mike Oldfield.

| Nr. | Titel           | Duur  |
| --- | --------------- | ----- |
| 1.  | Finding our way | 9:54  |
| 2.  | The deepend one | 19:57 |
| 3.  | On an old-field | 5:52  |
| 4.  | The deepend two | 23:48 |
| 5.  | Flux            | 8:01  |